# Campeonato da Polinésia de Atletismo de 2000
O Campeonato da Polinésia de Atletismo de 2000 foi a 1ª edição da competição organizada pela Associação de Atletismo da Oceania em 2000, representando a região da Polinésia, na Oceania. O evento foi celebrado na cidade de Apia, em Samoa, com um total de 32 provas (18 masculino,14 feminino).

## Medalhistas
Os vencedores das provas e seus resultados foram publicados na página da Athletics Weekly. 

### Masculino
| Evento                 | Ouro                                   | Ouro   | Prata                               | Prata  | Bronze                              | Bronze |
| ---------------------- | -------------------------------------- | ------ | ----------------------------------- | ------ | ----------------------------------- | ------ |
| 100 metros             | Kelsey Nakanelua · Samoa Americana     | 10.9   | Misili Manu · Samoa                 | 10.9   | Aleki Toetu'u Sapoi · Tonga         | 11.2   |
| 200 metros             | Misili Manu · Samoa                    | 21.68  | Kelsey Nakanelua · Samoa Americana  | 21.76  | Ron Fanuatanu · Samoa               | 22.55  |
| 400 metros             | Kelsey Nakanelua · Samoa Americana     | 49.60  | Ualesi Faatauvaa · Samoa            | 51.50  | Anesi Faaloia · Samoa               | 51.56  |
| 800 metros             | Niue Titi · Samoa                      | 2:00.3 | Gatai Ipou · Samoa                  | 2:01.6 | Setefano Mika · Samoa               | 2:03.6 |
| 1 500 metros           | Setefano Mika · Samoa                  | 4:28.3 | Niue Titi · Samoa                   | 4:28.4 | Olivier Huc · Polinésia Francesa    | 4:30.1 |
| 3 000 metros           | Olivier Huc · Polinésia Francesa       | 8:14.3 | Setefano Mika · Samoa               | 8:22.8 | Satini Tyrell · Samoa               | 8:24.1 |
| 110 metros barreiras   | Aleki Toetu'u Sapoi · Tonga            | 15.76  | Salafai Tasi · Samoa                | 16.08  | Sesi Salt · Tonga                   | 16.18  |
| 400 metros barreiras   | Aleki Toetu'u Sapoi · Tonga            | 54.92  | Ualesi Faatauvaa · Samoa            | 55.86  | Kuripitone Betham · Samoa           | 56.19  |
| 4×100 metros estafetas | Samoa A                                | 42.72  | Tonga                               | 43.79  | Samoa B                             | 44.39  |
| 4×400 metros estafetas | Samoa A                                | 3:26.6 | Samoa B                             | 3:30.? | Samoa C                             | 3:31.9 |
| Salto em altura        | Sebastian Latu · Samoa                 | 1.75m  | Tamiano Isitolo · Samoa             | 1.75m  | Jessie Ailuai · Samoa               | 1.75m  |
| Salto com vara         | Tokaikolo Latapu · Tonga               | 3.50m  | Tamiano Isitolo · Samoa             | 2.90m  | Benetti Schwalger · Samoa           | 2.70m  |
| Salto em comprimento   | Tokaikolo Latapu · Tonga               | 6.94m  | Patrick Fonoti · Samoa              | 6.85m  | Benetti Schwalger · Samoa           | 6.74m  |
| Salto triplo           | Fagamanu Sofai · Samoa                 | 14.44m | Chris ?. · Samoa                    | 13.56m | Tamiano Isitolo · Samoa             | 13.16m |
| Arremesso de peso      | Gilles Valdenaire · Polinésia Francesa | 12.64m | Etuale Luamanu · Samoa              | 12.40m | Taumaa Heifara · Polinésia Francesa | 12.36m |
| Lançamento de disco    | Gilles Valdenaire · Polinésia Francesa | 40.82m | Taumaa Heifara · Polinésia Francesa | 39.68m | Motekiai Taufalatu · Tonga          | 36.74m |
| Lançamento do martelo  | Gary Tuiletufuga · Samoa               | 39.88m | Motekiai Taufalatu · Tonga          | 28.28m | Etuale Luamanu · Samoa              | 20.94m |
| Lançamento do dardo    | Etuale Luamanu · Samoa                 | 51.92m | Fito Scanlan · Samoa                | 49.20m | Nevo Faafea · Samoa                 | 48.66m |

### Feminino
| Evento                 | Ouro                                 | Ouro   | Prata                        | Prata  | Bronze                       | Bronze |
| ---------------------- | ------------------------------------ | ------ | ---------------------------- | ------ | ---------------------------- | ------ |
| 100 metros             | Sikuvea Latai · Tonga                | 12.8   | Elysa Williams · Ilhas Cook  | 13.2   | Talava Pei · Samoa           | 13.8   |
| 200 metros             | Sikuvea Latai · Tonga                | 25.75  | Elysa Williams · Ilhas Cook  | 27.12  | New Year Ioane · Samoa       | 27.59  |
| 400 metros             | Sikuvea Latai · Tonga                | 63.28  | New Year Ioane · Samoa       | 64.07  | Talava Pei · Samoa           | 64.26  |
| 800 metros             | Vaite Bounhoure · Polinésia Francesa | 2:24.3 | Savali Luani · Samoa         | 2:41.3 | Taimoana Iese · Samoa        | 2:42.3 |
| 1 500 metros           | Vaite Bounhoure · Polinésia Francesa | 5:13.8 | Savali Luani · Samoa         | 5:55.5 | Shela Fainuu · Samoa         | 5:56.0 |
| 100 metros barreiras   | Marilyn W. · Samoa                   | 18.10  | Diana T. · Samoa             | 18.31  | Carol Apelu · Samoa          | 18.32  |
| 4×100 metros estafetas | Samoa A                              | 53.16  | Samoa B                      | 53.68  | Samoa C                      | 54.34  |
| Salto em altura        | Louola Fiu · Samoa                   | 1.48m  | Toefuataina F. · Samoa       | 1.42m  | Faleulu Tuli · Samoa         | 1.35m  |
| Salto em comprimento   | Loretta A. · Samoa                   | 4.68m  | Louola Fiu · Samoa           | 4.30m  | Nele S. · Samoa              | 4.22m  |
| Salto triplo           | Faleulu Tuli · Samoa                 | 9.74m  | Sose Tavae · Samoa           | 9.64m  | Loretta A. · Samoa           | 9.60m  |
| Arremesso de peso      | Ana Po'uhila · Tonga                 | 13.88m | Melehifo Uhi · Tonga         | 12.92m | Tereapii Tapoki · Ilhas Cook | 12.36m |
| Lançamento de disco    | Melehifo Uhi · Tonga                 | 44.82m | Tereapii Tapoki · Ilhas Cook | 40.38m | Siniva Marsters · Ilhas Cook | 36.46m |
| Lançamento do martelo  | Siniva Marsters · Ilhas Cook         | 38.10m | Melehifo Uhi · Tonga         | 37.40m | Ana Po'uhila · Tonga         | 29.68m |
| Lançamento do dardo    | Iloai Suaniu · Samoa                 | 40.86m | Ana Po'uhila · Tonga         | 40.84m | Benyon Natanielu · Samoa     | 38.10m |

## Quadro de medalhas (não oficial)
| Ordem | País               | Medalha de ouro | Medalha de prata | Medalha de bronze | Total |
| ----- | ------------------ | --------------- | ---------------- | ----------------- | ----- |
| 1     | Samoa              | 15              | 20               | 21                | 56    |
| 2     | Tonga              | 9               | 5                | 4                 | 18    |
| 3     | Polinésia Francesa | 5               | 1                | 2                 | 8     |
| 4     | Samoa Americana    | 2               | 1                | 0                 | 3     |
| 5     | Ilhas Cook         | 1               | 3                | 2                 | 6     |
| Total | Total              | 32              | 30               | 29                | 91    |